# John de Mohun, 2. Baron Mohun

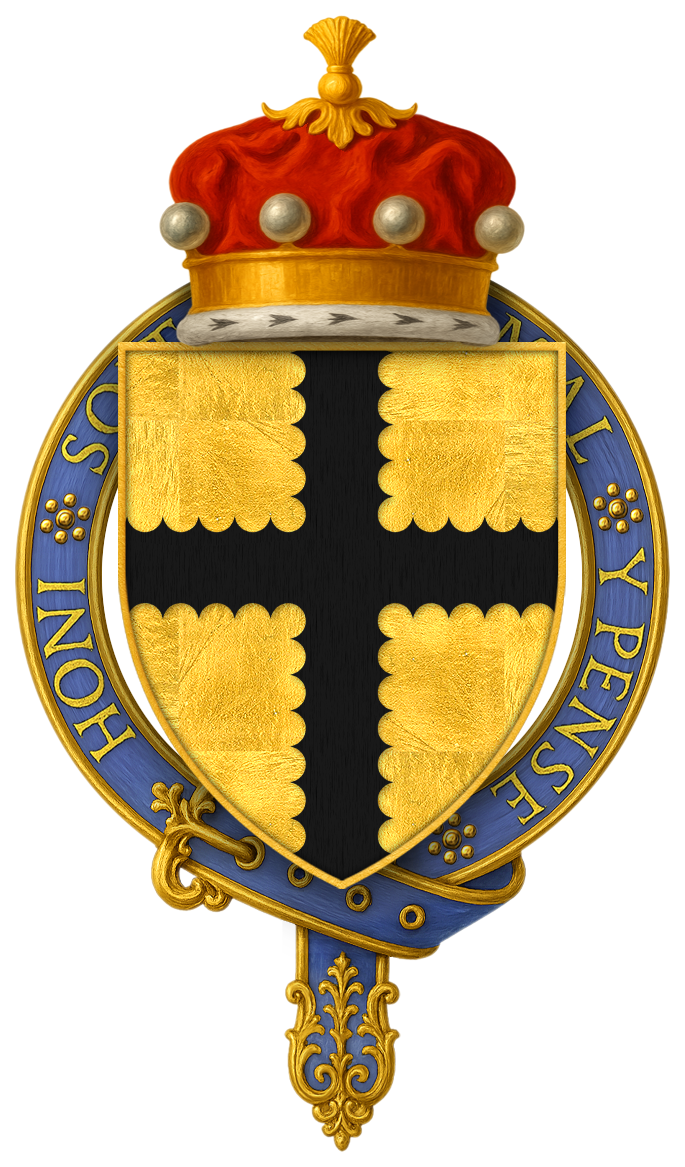
Wappen des John de Mohun, 2. Baron Mohun

John de Mohun, 2. Baron Mohun KG (* 1320; † 14. September 1376) war ein englischer Adliger und Militär.

## Leben
Er war der Sohn und Erbe von Sir John de Mohun († 1322), dem ältesten Sohn des John de Mohun, 1. Baron Mohun (1270–1330). Sein Vater hatte in der Schlacht bei Boroughbridge gekämpft und war wenig später 1322 in Schottland gefallen. Als 1330 auch sein Großvater starb, erbte John dessen Ländereien in Somerset als Baron Mohun und Herr der feudalen Baronie Dunster. Da er noch minderjährig war, wurde Henry Burghersh, Bischof von Lincoln, als sein Vormund eingesetzt. Nach dessen Tod erhielt John 1341 schließlich die Kontrolle über seine Ländereien. Etwa zur gleichen Zeit heiratete er die Nichte seines Vormunds, Joan Burghersh, Tochter des Bartholomew Burghersh, 1. Baron Burghersh († 1355).
1341 wurde er zum Kriegsdienst gegen Schottland einberufen und beteiligte sich, unter dem Kommando seines Schwiegervaters, 1342 an einem Feldzug in die Bretagne. Nachdem er 1346 als Commissioner of Array für die Truppenaushebungen in Somerset zuständig war, nahm er in den Folgejahren an Feldzügen in Frankreich teil, wo er dem Gefolge des Prince of Wales angehörte. 1348 wurde er von dessen Vater, König Eduard III., als Gründungsmitglied in den Hosenbandorden aufgenommen. In den folgenden Jahren nahm er erneut an Feldzügen in Frankreich teil.
Offenbar geriet er in finanzielle Schwierigkeiten, jedenfalls vergab er seine wesentlichen Güter, einschließlich Dunster Castle und Minehead 1369 zugunsten seiner Gattin an Lehensnehmer.
Er starb am 14. September 1376 und wurde im Kloster von Bruton in Somerset bestattet.
Aus seiner Ehe mit Joan hatte er drei Töchter:
- Elizabeth († 1415), ⚭ William de Montacute, 2. Earl of Salisbury († 1397)
- Philippa († 1431), ⚭ I) Walter Fitzwalter, 4. Baron Fitzwalter († 1386), ⚭ II) Sir John Golofre of Langley († 1396), ⚭ II) Edward of Norwich, 2. Duke of York († 1415)
- Matilda († vor 1376), ⚭  John Lestrange, 6. Baron Strange of Knockin († 1397)

Da er keine Söhne hinterließ, fiel sein Adelstitel in Abeyance zwischen seinen Töchtern bzw. deren Nachkommen. Seine Witwe und seine Tochter Elizabeth wurden 1384 als Lady of the Garter in den Hosenbandorden aufgenommen.